# Nišava (rivière)
Pour les articles homonymes, voir Nišava.
La Nišava (en serbe cyrillique et en bulgare : Нишава) est une rivière de Bulgarie et Serbie. Elle a une longueur de 218 km et constitue le plus long affluent de la Južna Morava, la « Morava méridionale ».

## Bulgarie
La Nišava prend sa source à l'ouest de la Bulgarie, dans les montagnes du Grand Balkan (à l'est du mont Kom près de Gintsi. Elle entre en Serbie après 67 km à travers la Bulgarie. Dans cette partie de son cours, elle ne reçoit aucun affluent majeur.
Parce qu'il traverse Gintsi, le cours supérieur de la rivière est connu sous le nom de Ginska (en cyrillique : Гинска). La rivière coule d'abord vers le sud puis bifurque brutalement à l'ouest, traverse Razboishte, localité après laquelle elle forme une gorge. Au sortir de la gorge, elle atteint Kalotina, puis continue vers l'ouest en Serbie.

## Serbie

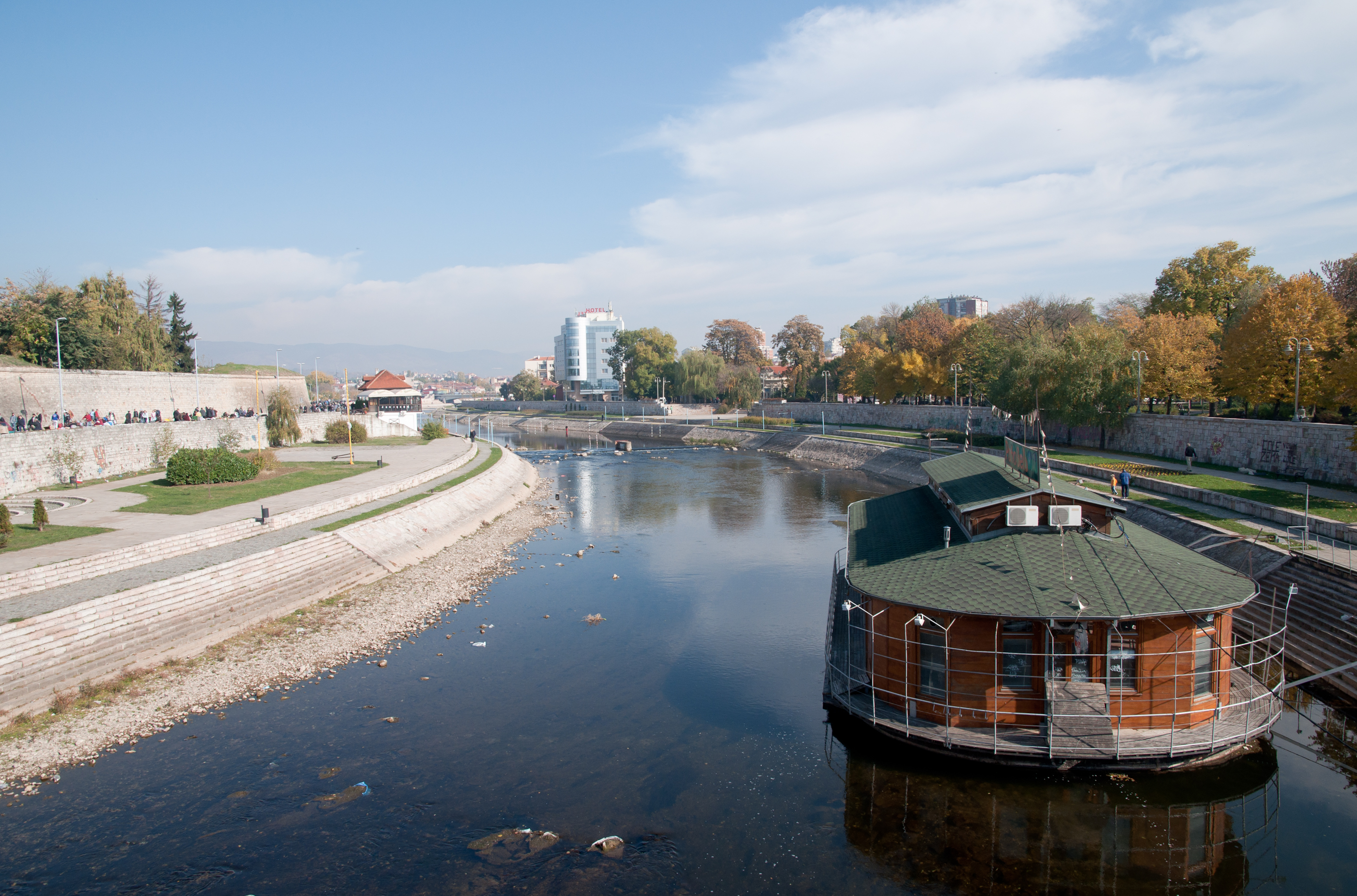
La Nišava à Niš

Coulant généralement en direction de l'ouest, la rivière traverse Dimitrovgrad, Pirot, Bela Palanka, Niška Banja et Niš. Dix kilomètres après cette ville, la Nišava se jette dans la Južna Morava.
Le district administratif de Nišava, dont le centre administratif est la ville de Niš, tient son nom de la rivière.

## Caractéristiques
La rivière appartient au bassin versant de la mer Noire. Son propre bassin couvre une superficie de 3 950 km2, dont 1 237 km2 en Bulgarie et 2 713 km2 en Serbie. La Nišava n'est pas navigable.
Ses affluents principaux sont la Temštica-Visočica sur sa droite, la Jerma (ou Sukovska reka), la Crvena reka et Kutinska reka sur sa gauche.
La vallée de la Nišava est une des voies naturelles qui, dans les temps anciens, reliaient l'Europe et l'Asie. Cette voie suit les vallées de la Velika Morava, de la Nišava et de la Maritsa.

## La gorge de Sićevo

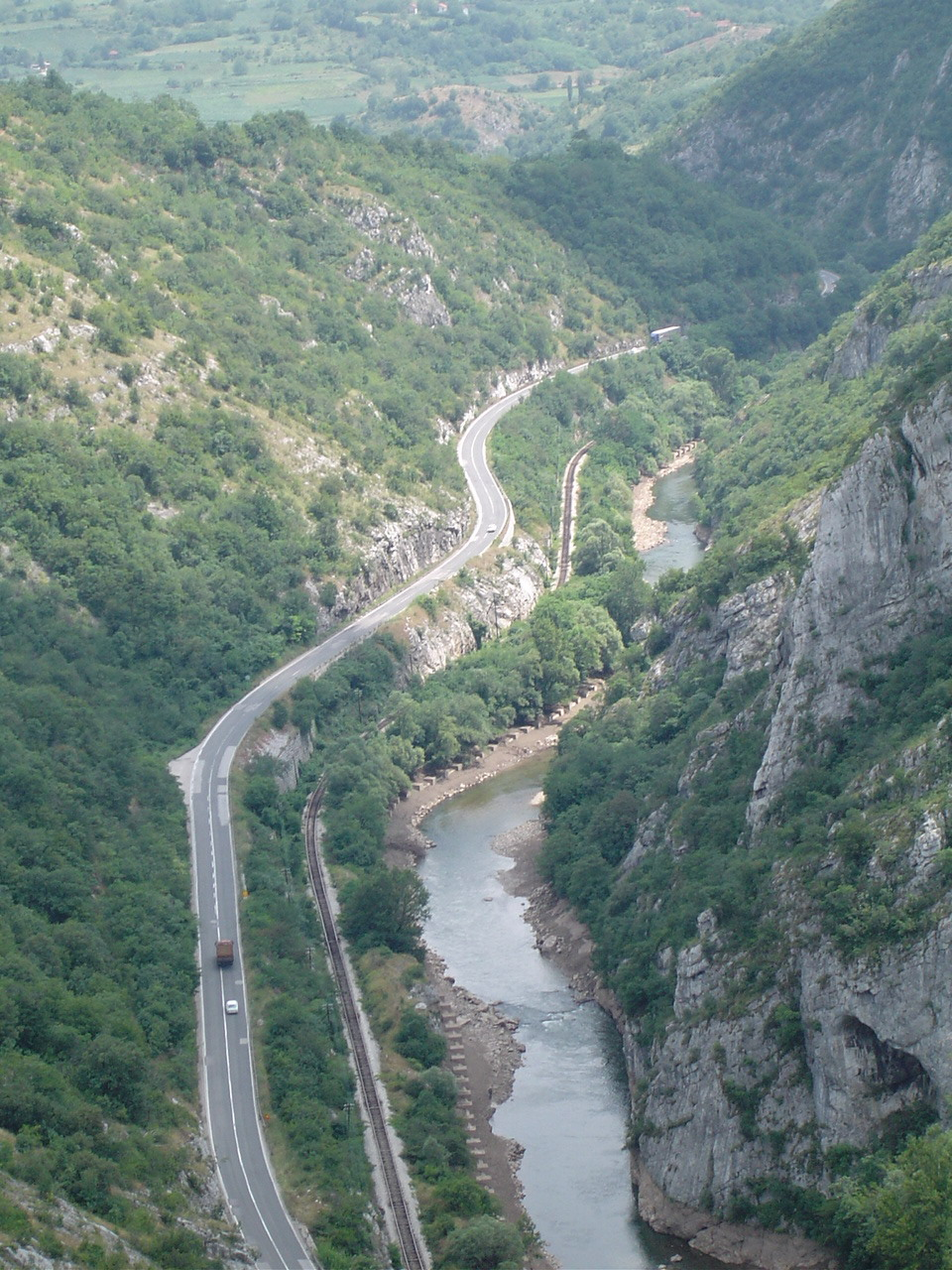
La gorge de Sićevo

Dans sa partie serbe, la Nišava a creusé une vallée composite, avec plusieurs dépressions, celles de Dimitrovgrad, Pirot, Bela Palanka et Niš.
La rivière a formé la gorge de Sićevo (Sićevačka klisura ; en cyrillique : Сићевачка клисура) entre Bela Palanka et Niška Banja. La gorge s'étend sur 17 km ; sa profondeur varie entre  350 et 400 m, développant à certains endroits des structures en forme de canyon (Gradiški kanjon ; en cyrillique : Градишки кањон). La gorge elle-même est creusée dans le plateau de Kunovica, entre les monts de Svrljig et de la Suva planina. Les alentours sont riches en vignobles. Le village de Sićevo donne son nom à l'ensemble de la gorge.
Dans ce secteur la puissance de la rivière est utilisée par des centrales hydroélectriques (Sićevo et Ostrovica).

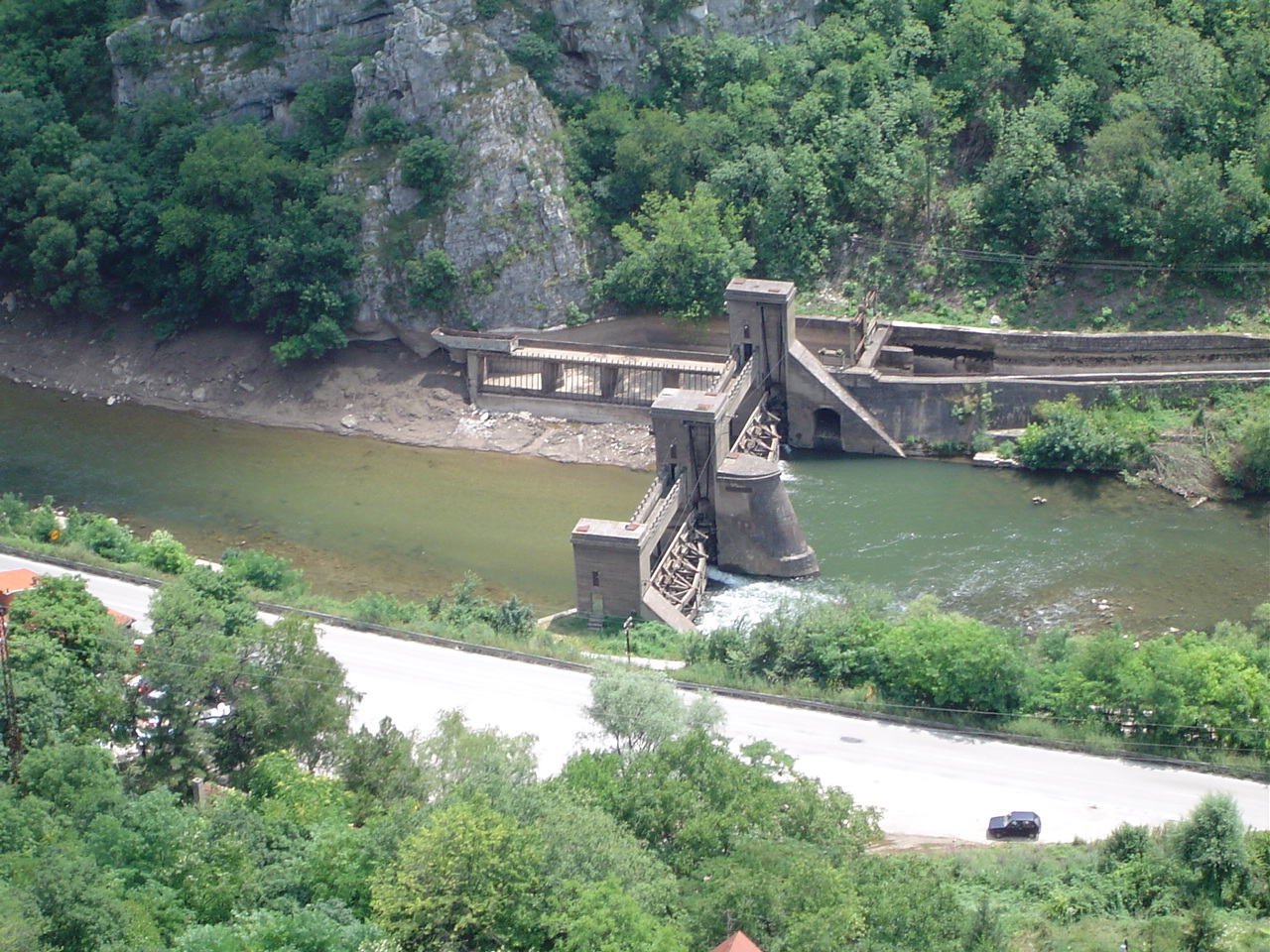
La centrale hydroélectrique de Sićevo